# 森武知子
森武 知子（もりたけ ともこ、1938年頃 - ）は、1958年（昭和33年）のミス・ユニバース・ジャパンである。

## 経歴
1938年頃、福岡県門司市に生まれる。
門司トンネル博覧会事務局に在職中、ミスコンのキャリアを開始。1958年3月20日から5月25日にかけて門司市（現・北九州市）で開催された門司トンネル博覧会のミスコン「ミス門司トンネル博」で優勝。 
1958年6月、千駄ヶ谷の都立体育館で開催された“ミスコンの日本代表を選ぶ大会”に福岡県代表として出場。全国48名の美女のなかからミス・ユニバース・ジャパンに選ばれる。
1958年6月18日、ミス・ワールド・ジャパンの奥瀬寿子とともにジョリイ本舗東京工芸株式会社を訪問。金子社長夫妻と懇談。金子夫人からは欧米諸国のエチケットなどをレクチャーされた。6月19日、ボン本舗桑村装身具を訪問。同社ショールームを参観、この夏のアクセサリーについて聞く。6月20日、中村アクセサリーを訪問。
1958年6月28日、ミス・ユニバース・ジャパン、ミス・ワールド・ジャパン、ミス・サンケイなど6人の美女が株式会社小松原商会を訪問した。福沢社長と記念撮影、記念品の贈呈などが行われた。
1958年7月、カリフォルニア州ロングビーチで行われたミス・ユニバース1958（第7回世界大会）に日本代表として出場、セミファイナルに進出し「トップ15」に入賞するとともに、特別賞「ミス・フレンドシップ」を受賞。
その後、大阪でモデルとして活躍した。『週刊サンケイ』 昭和33年7月27日号の表紙を飾るほか、『現代人間模様』の第11回（1959年6月22日）および第12回（6月29日）として放送された「第六レース」前編・後編に出演。